# José Nofre Jesús
José Nofre Jesús (Ulldecona, 1894 - 1 de novembre de 1945) fou un empresari i polític català. Pertanyia a una de les famílies més destacades de la vila, propietària de les "Destilerías Nofre", que destil·lava el licor conegut com a "Calmante". Es va iniciar en el periodisme amb Àngel Samblancat i Salanova. El 1916 era director del diari La Voz de Ulldecona, però també col·laborava a El Pueblo. Fou escollit regidor d'Ulldecona amb una llista de partidaris de Marcel·lí Domingo i Sanjuan. Durant la dictadura de Primo de Rivera fou dos cops alcalde d'Ulldecona (1928-1930 i 1930-1931). Després de la proclamació de la Segona República Espanyola ingressà a la Lliga Regionalista. Durant el bienni cedista fou Governador civil de Castelló (maig 1934-novembre 1935), Tenerife (novembre-desembre 1935) i Las Palmas (desembre 1935-febrer 1936). En aquells anys havia ingressat al Partit Republicà Radical d'Alejandro Lerroux. Ben relacionat amb el general Joaquín Fanjul Goñi, va col·laborar amb els insurrectes tortosins durant el cop d'estat del 18 de juliol de 1936.